# Джалілабад
Джалілабад (до 1967 — Астрахан-Базар) — місто, центр Джалілабадського району Азербайджану.

## Розташування
Розташований на півночі Ленкоранської низовини, за 12 км на захід від залізничного станції Новоголовка.

## Назва
Перейменований на честь азербайджанського письменника Джаліля Мамедкулізаде.

## Населення
У 1970 році налічувалось близько 16 тис. мешканців.

## Діяльність
Був центром одного з великих сільсько-господарських районів Азербайджанської республіки. За часів СРСР були збудовані маслосироробі та виноробний заводи. Після розпаду СРСР заводи занепали і невдовзі їх закрили.

## Фотогалерея

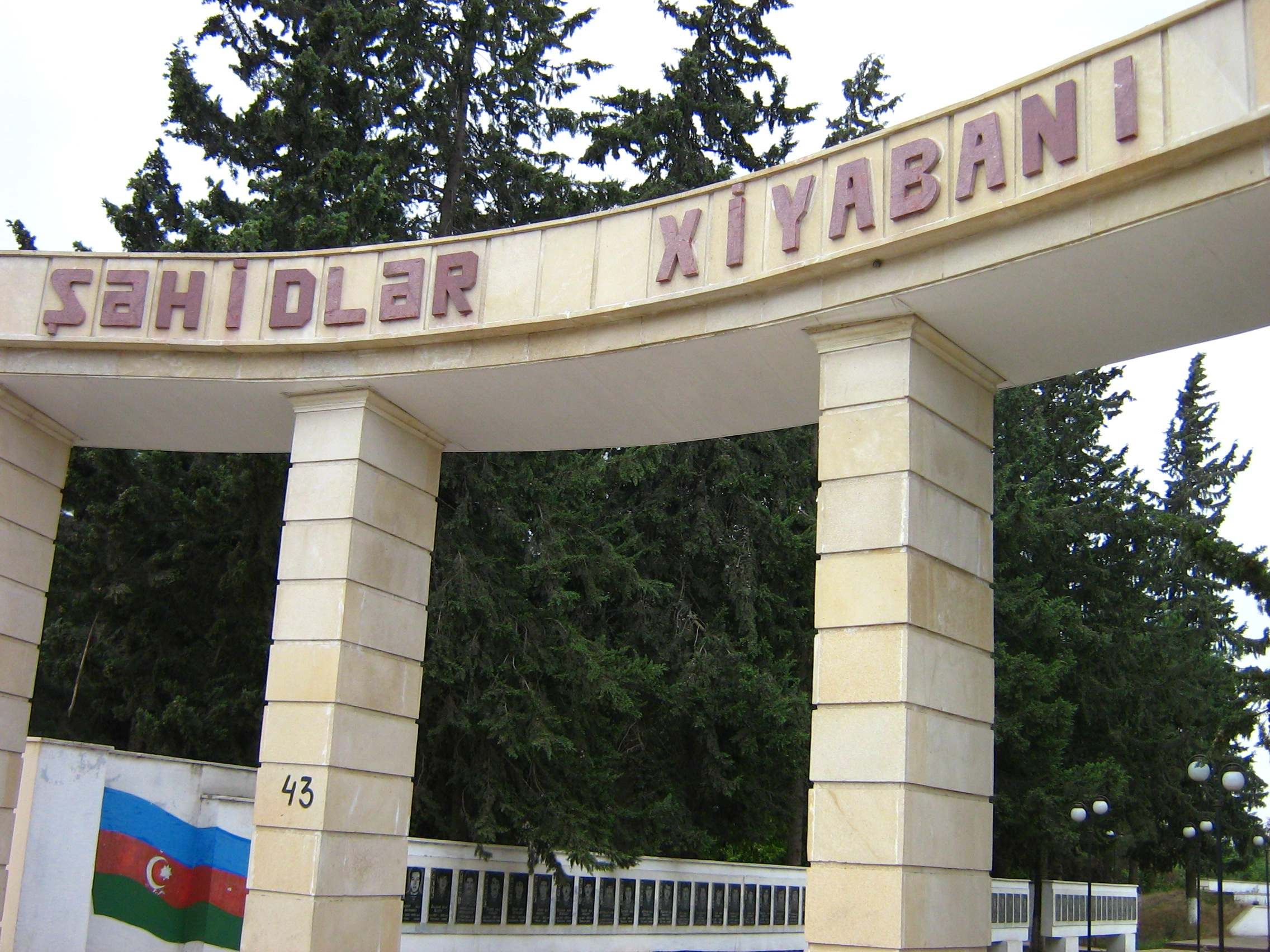
Сквер Шахідів в Джалілабаді
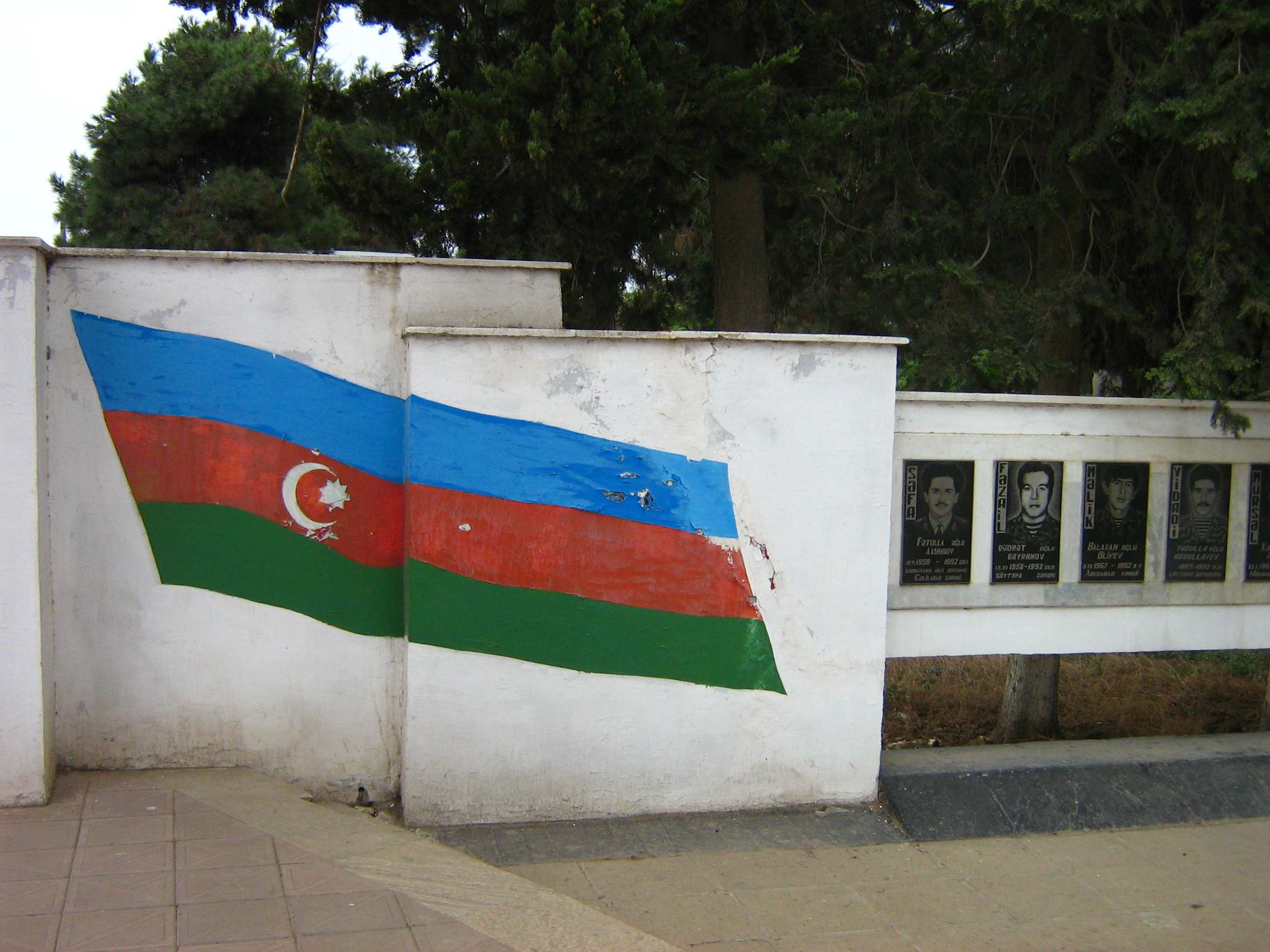
Всередині Скверу Шахідів в Джалілабаді